# NGC 7492
NGC 7492 (другое обозначение — GCL 125) — шаровое скопление в созвездии Водолей.
Этот объект входит в число перечисленных в оригинальной редакции «Нового общего каталога».